# Wilhelm zur Nieden
Wilhelm zur Nieden (né le 29 août 1878 à Fröndenberg, mort le 23 avril 1945 à Berlin) est un résistant allemand au nazisme.

## Biographie
Wilhelm zur Nieden est le fils d'un pasteur protestant de Fröndenberg, Adolf Theodor Karl zur Nieden. Il fait des études à l'université Gottfried Wilhelm Leibniz de Hanovre et devient ingénieur. En 1904, il a son premier emploi chez August Thyssen-Hütte à Duisbourg, en 1910, il est directeur technique de la ville de Barmen, près de Wuppertal.
De 1927 à 1933, il occupe le poste de directeur général des services techniques de Leipzig. Après la prise du pouvoir par les nazis, il est contraint de prendre sa retraite. Il devient membre d'un comité d'experts des comptes de Berlin et travaille comme consultant.
Nieden reste en contact avec l'entourage de Carl Friedrich Goerdeler, l'ancien maire de Leipzig, qui a formé un groupe de résistance. Il obtient un poste de direction au sein du ministère de l'Économie.
Après la tentative d'assassinat sur Adolf Hitler le 20 juillet 1944, il est arrêté le mois suivant et condamné le 19 janvier 1945 par le Volksgerichtshof à la peine de mort.
Dans la nuit du 22 au 23 avril 1945, un Sonderkommando du Reichssicherheitshauptamt exécute un grand nombre de résistants prisonniers, dont Wilhelm zur Nieden.
En 1952, le Sénat de Berlin décide de rassembler au cimetière de Dorotheenstadt les cendres de personnalités victimes du nazisme ; Wilhelm zur Nieden en fait partie.

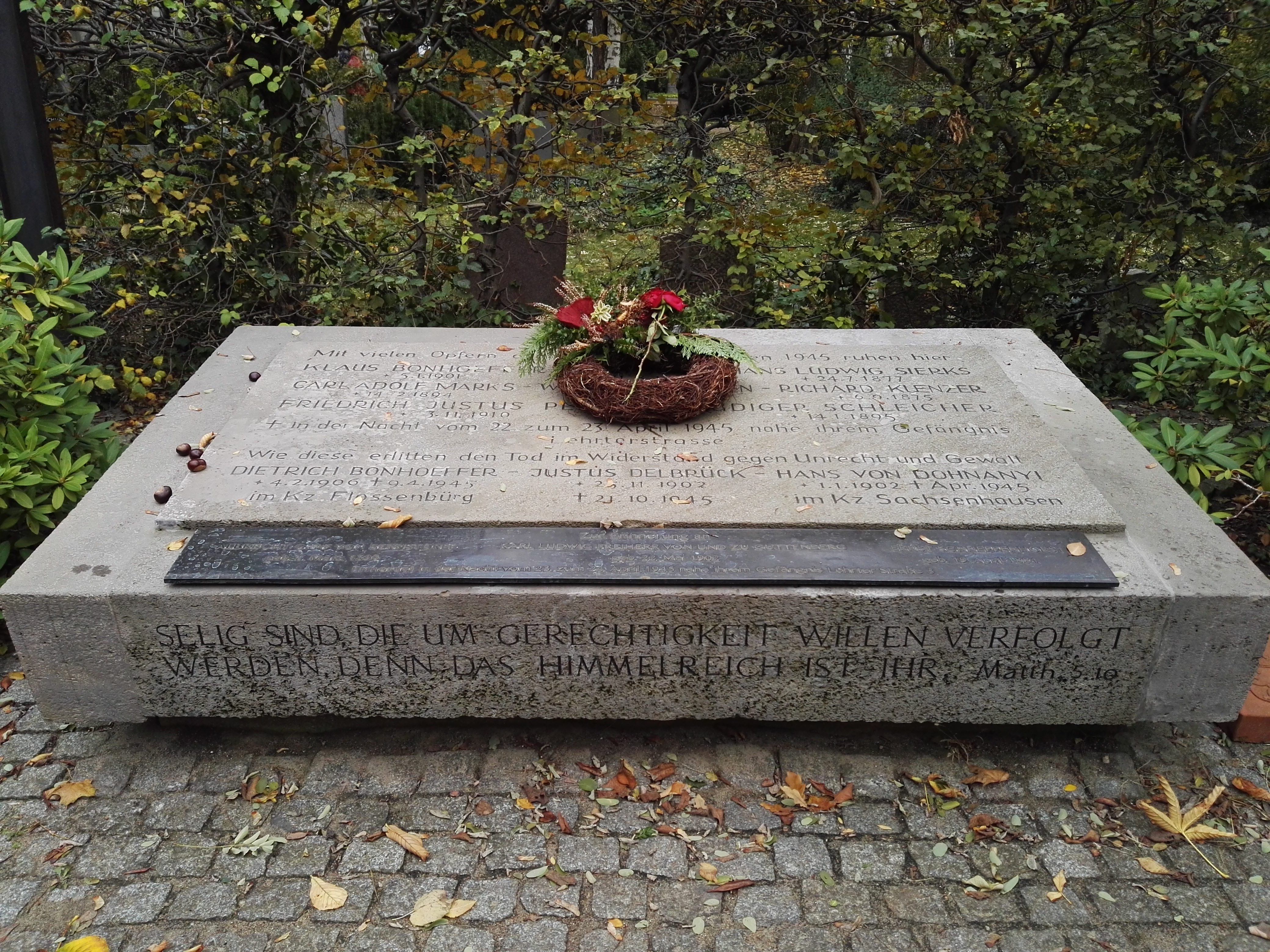
Sépulture de résistants au nazisme au cimetière de Dorotheenstadt